# Bătălia de la Karbala

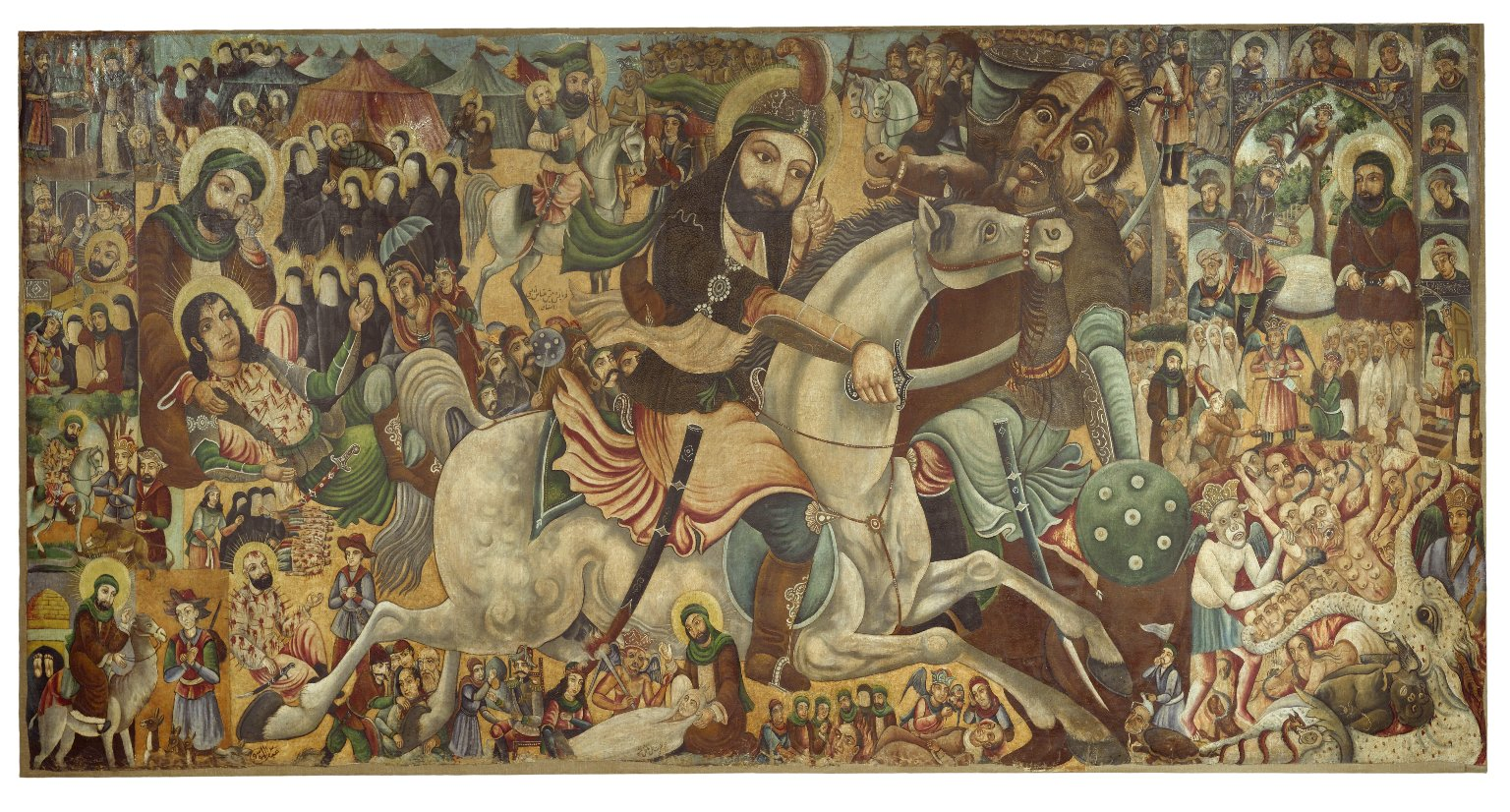

Bătălia de la Karbala a avut loc în luna Muharram în a 10-a zi, anul 61 d.Hr. după calendarul musulman sau 10 octombrie 680 d.Hr. după calendarul creștin. Situat în Irakul de astăzi, acest oraș reprezintă locul de pelerinaj al șiiților în comemorarea martirului Husayn ibn 'Ali, fiul celui de-al patrulea calif, rudă a profetului Mahomed. Bătălia de la Karbala a avut loc între Husayn ibn 'Ali și fiul califul Muʿāwiya, Yazid I, pe care Husayn a refuzat să-l recunoască drept calif. Această luptă a sfârsit prin uciderea lui Husayn și a celor ce au luptat alături de el, rămânând în istorie si reprezentând un eveniment ce va fi celebrat an de an de către adepții șiiți cât și de sunniți. Cele doua facțiuni celebrează același eveniment însa in mod diferit și anume: sunniții comemorează sacrificiul făcut de Husayn, iar șiiții îl comemorează, dar într-un mod aparte, plângând, lovindu-se în piept și chiar autoflagelându-se.

## Cauzele bătăliei
Această bătălie îsi are rădăcinile cu mulți ani în urmă. A pornit de la asasinarea celui de-al patrulea calif, Uthman ibn 'Affan  de către rebelii care au ocupat apoi Medina, după care a fost ales calif nepotul Profetului, 'Ali ibn Abu Talib  mulți oameni jurându-i credința. Însa el nu a fost recunoscut drept calif de către guvernatorul Siriei, Muʿāwiya , sub pretextul că asasinarea verișorului său a rămas nepedepsită. Au urmat multe negocieri, iar unii din partizanii lui Ali, cei care vor deveni cunoscuți sub numele de kharijiți  se vor întoarce împotriva lui pentru că a acceptat ca oamenii să decidă între alegerea lui sau a lui Muʿāwiya drept calif. După moartea lui 'Ali, acesta a fost succedat de fiul său mai mare, Hasan ibn 'Ali, care nu îl va confrunta pe Muʿāwiya cum o făcuse tatăl său ci va semna un tratat cu el. Înainte de moartea lui, Muʿāwiya l-a desemnat pe fiul său Yazid I ca succesor, fapt ce i-a revoltat mai ales pe locuitorii Medinei. Înainte de a muri însa Muʿāwiya a făcut o întrunire în cadrul căreia au fost chemați și cațiva oponenți ai lui Yazid, și-anume 'Abdu Rahman bin 'Abu Bakr (fiul lui 'Abu Bakr), 'Abdullah ibn 'Umar  (fiul lui Umar), al-Husain bin 'Ali (fiul lui 'Ali),  'Abdullah bin Az-Zubair (nepotul lui 'Abu Bakr) și 'Abdullah ibn 'Abbas (verisorul lui 'Ali). Muʿāwiya i-a recomandat fiului său, Yazid , să aibă grijă cum se comportă cu fiul lui 'Ali, Husayn, acesta fiind singura rudă în viață a lui Muhammad, însa sfatul nu i-a fost ascultat, cei doi se vor confrunta, iar acest lucru a fost prezis de însăși Muhammad, după cum Al-Tabarani într-un hadith : „Gabriel m-a informat ca nepotul meu , Husayn ibn 'Ali va fi ucis după ce voi muri eu pe tăramul lui al-Taff și mi-a adus acest pamant și m-a informat că acesta este pământul locului unde el va fi martirizat.” 
Dinastia califatului a fost stabilită de catre Muʿāwiya, fapt care a revoltat mulți oameni, cum ar fi populația orașului Medina, dar și pe fiul cel mic al lui 'Ali, Husayn ibn 'Ali. Acesta a fost forțat de către guvernatorul Medinei, Walid, să-l recunoască drept calif pe Yazid I, însa acesta a refuzat si a părăsit Medina, stabilindu-se la Mecca. Husayn era preferat de populația Kufei și a decis să-și trimită ca reprezentant pe Muslim ibn 'Aqeel care și-a găsit sfârșitul acolo după ce 'Ubayad 'Allah ibn Ziya a ajuns în Kufa și i-a condamnat să fie executați. Între timp, Yazid i-a comandat lui 'Amr ibn Sa’ad ibn al 'Aas să-l ucidă pe Husayn ibn 'Ali în luna pelerinajului. Așadar Husayn a decis să nu încalce regulile islamului și să moară în timpul pelerinajului și a decis să se îndrepte spre Kufa. În acest timp află de moarte lui 'Aqeel și-l va trimite pe Qays ibn Musahir Al Saidawi  mesager, continuându-și drumul. Acesta va fi și el ucis .

## Ziua confruntării
Husayn s-a îndreptat așadar spre Kufa  și înainte de a ajunge acolo a fost întâmpinat de Hur ibn Riahy care conducea o armată de 1000 de oameni. Husayn a înteles că nu era bine primit și i-a cerut să-l lase să se întoarcă la Medina, însă aceștia nu i-au permis. 'Umar ibn Sa'ad a condus bătălia împotriva lui Husayn alături de 80 000 de oameni și au ajuns la Karbala în data de 3 octombrie 680 d.Hr. Aceștia i-au interzis armatei lui Husayn până și accesul la apă. Armata lui 'Umar ibn Sa'ad  a început să înainteze spre tabăra lui Husayn in ziua de 9 Muharram, însa Husayn i-a cerut să le permită înca o noapte pentru a se ruga, iar 'ibn Sa'ad i-a acceptat acest răgaz. În acea noapte Husayn le-a oferit soldaților oportunitatea de a părăsi lupta . Niciun membru al armatei lui Husayn nu l-a părăsit. Doi dintre cei mai cunoscuți comandanți ai acestei bătălii au fost Zuhayr ibn Qayn  și Habib ibn Muzahir, dar și fratele său vitreg Al-Abbas ibn 'Ali. Odată lupta începută, Husayn a fost însoțit în luptă de Hurr, comandantul triburilor Tamim și Hamadan . Lupta a fost începuta de Sa’ad prin aruncarea unei săgeti, gest care a fost urmat de cei care îl însoteau și au reușit să doboare pe unii dintre însoțitorii lui Husayn. Oamenii lui Husayn au fost doborâți rând pe rând de către săgeti, lănci, iar camarazii lui Husayn îsi luau la revedere rând pe rând de la imam.

### Moartea lui Al-'Abbas ibn 'Ali
Al-'Abbas ibn 'Ali  s-a remarcat în lupta sa împotriva lui Sa’ad și a reusit să răzbată din rândurile inamice ajungând la malurile râului Eufrat să ia apă pentru oamenii care erau campați, însă a fost surprins de către inamici. I s-a tăiat mâna dreapta si cea stângă ,iar mai apoi au reușit să îi spargă burduful cu apă. A incercat pentru ultima oară să îi atace pe inamici și a fost lovit în ochi de o sageată.

### Moartea lui Husayn

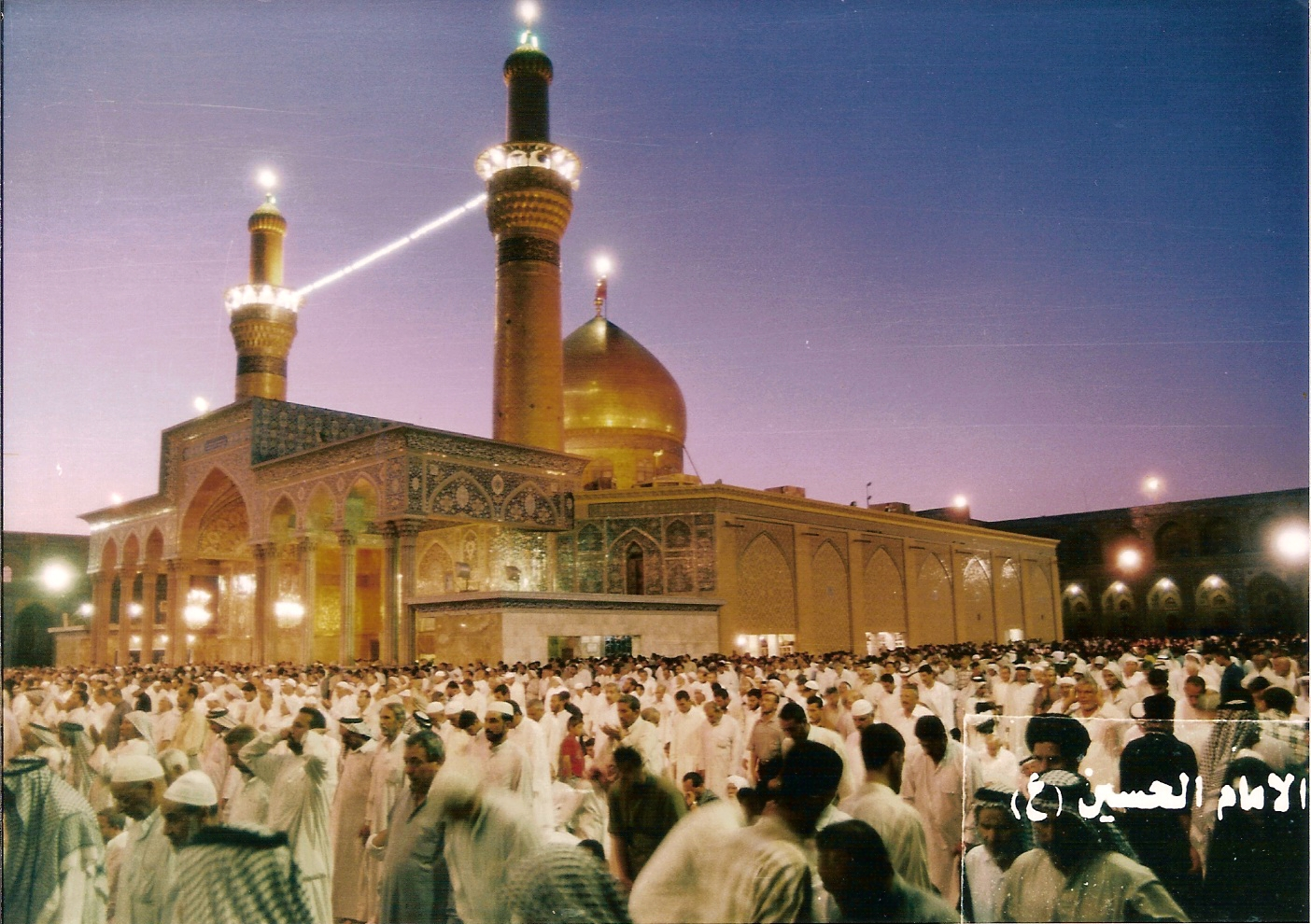

Husayn împreuna cu fiul său au reusit să pătrundă în interiorul armatei siriene, omorând tot ce le stătea în cale. Rănile provocate l-au obosit și o lovitură în frunte cu o piatră i-a provocat o rană grava urmând sa fie străpuns de o sageată în inimă. Lupta a încetat pentru o perioada, însa un soldat sirian l-a lovit cu sabia în cap. Un gest eroic a fost facut de un baiat, nepotul lui Husayn,  'Abdullah ibn Hasan, încercand să-și apere unchiul i-a fost tăiat brațul și apoi străpuns de o săgeata. Husayn a încercat să fugă cu ajutorul unui cal, dar din cauza rănilor a coborât de pe cal s-a rezemat de un copac. Unul din oamenii lui Sa’ad, Shimr ibn Dhiljawshan, i-a acordat permisiunea lui Husayn să îsi facă ultima rugăciune, după care l-a decapitat.